# 攻擊突擊艇
攻擊突擊艇（又稱海豹突擊隊攻擊艇），是美國海軍於1970年為越南戰爭研發的一款高速重武裝內河突擊艇。該艇主要任務包括夜間水上警戒哨（Waterborne Guard Post，簡稱WBGP）勤務，以及在湄公河與南越"大運河"區域執行日間部隊/海豹突擊排的滲透與撤出作戰。

## 發展
攻擊突擊艇(STAB)是以輕型海豹部隊支援挺為基礎，進行高度化改裝而成。1969年8月，時任海軍上將艾爾默·朱瓦特下令成立第20突擊攻擊艇中隊(STABRON 20)，並在馬雷島海軍造船廠組建完成。
首批14艘STAB於1970年2月27日抵達部署於安隆附近的貝內瓦號宿舍艦。隨後於3月12日開始在西部"屏障礁行動"區域以TE 194.4.5.1特遣隊編制執行任務。另外2艘STAB於3月9日抵達南越，並順利抵達貝內瓦號。最後4艘STAB則預計於3月20日抵達。
在抵達後，第20突擊攻擊艇中隊的全部艦艇都部署至"大運河"(又稱拉格朗日-翁隆運河或拉格蘭迪埃運河)執行「屏障礁行動」，該行動為海王行動的一部分。
1970年4月2日凌晨00:10，一艘STAB在WS 947 765座標(北緯10.642度，東經105.865度)的大運河北岸執行水上警戒哨任務時，艇員聽到對岸有動靜並呼叫空中支援。該艇隨後遭兩枚B-40火箭彈擊中，造成3名艇員陣亡、1人受傷。而後倖存者在STAB在僅剩一具引擎運作的情況下撤離，並持續還擊。事後檢查發現，一枚B-40火箭彈在吃水線附近穿透艇體，在自封式燃料艙旁爆炸；另一發則摧毀了控制纜線，導致一具引擎失效。
1970年5月9日，10艘STAB加入美越聯合艦隊，進入柬埔寨境內並協助柬埔寨戰役，美國海軍與STAB的主要任務為沿湄公河巡邏至乃良後撤離。在任務完成後，第20突擊攻擊艇中隊於1970年11月7日重新部署回南越。